# Highland Fling

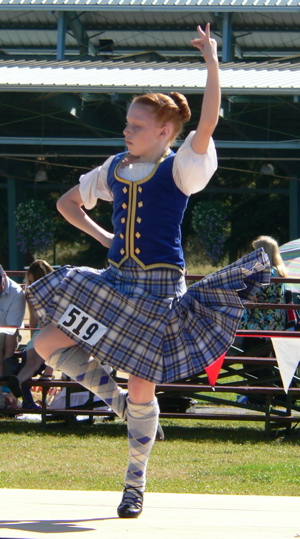
Une danseuse exécutant un Highland Fling aux Jeux des Highlands du nord-ouest du Pacifique de 2005

Le Highland Fling est une danse écossaise des Highlands, qui gagne en popularité au début du XIXe siècle. Le mot « Fling » désigne l'un des mouvements de la danse en elle-même. Les danseurs portent un kilt pour exécuter la danse.
Dans le Dictionnaire étymologique de la langue écossaise de John Jamieson, paru en 1808, le Highland Fling est défini comme un sous-genre dans la danse, et non comme un genre en particulier. Des spéculations existent selon lesquelles les premières danses solo du Highland Fling étaient basées sur les pas que les danseurs individuels préféraient dans le strathspey reel, une danse effectuée en groupe.
Ce genre est désormais dansé lors de concours et d'événements liés à la danse à travers le monde. L’un des objectifs recherché par les danseurs actuels est de rester au même endroit tout au long de la danse. Le Highland Fling est dansé à presque tous les niveaux de compétition, des débutants aux professionnels. La danse est également demandée pour les examens pratiques et théoriques de danse Highland.
Une version du Highland Fling dans un style de danse percussif est créée et dansée par John Gillis sur l'île du Cap-Breton, en Nouvelle-Écosse, et ses pas sont décrits en 1957 par Frank Rhodes. Chaque pas est précédé d'un pas de déplacement circulaire dansé sur la première partie de la mélodie « Sterling Castle », tandis que les pas individuels sont dansés sur la deuxième partie de la mélodie.

## Technique
La danse peut être exécutée comme suit :
- Danse en quatre temps : généralement dansée par les danseurs débutants et novices lors de compétitions.
- Danse en six temps : généralement dansée par les danseurs intermédiaires et confirmés lors des compétitions.
- Danse en huit pas : très rarement lors des compétitions du Scottish Official Board of Highland Dancing (SOBHD), bien qu'elle soit encore dansée lors de certains Highland games traditionnels.

Le premier et le dernier pas doivent toujours être placés au même endroit, mais les autres pas peuvent être placés au choix du danseur. Pour les compétitions de championnat, la SOBHD précise un ordre des pas différent chaque année. Les danseurs qui passent des examens théoriques peuvent également avoir besoin de connaître tous ces pas, ainsi que leur ordre, selon le niveau atteint.
L'accompagnement musical est généralement assuré par une cornemuse, en jouant « Monymusk » ou tout autre air de strathspey approprié.
Les pas suivants sont inclus dans le manuel officiel de la SOBHD. Le tempo requis est de 114 battements par minute (bpm) :
- Première étape : Shedding
- Deuxième étape : Back-stepping
- Troisième étape : Toe-and-heel
- Quatrième étape : Rocking
- Cinquième étape : Second back-stepping
- Sixième étape : Cross-over
- Septième étape : Shake and turn
- Huitième étape : Last shedding

Il existe de nombreux autres pas, dont certains ont été recensés dans des ouvrages de références, comme Traditional Step-Dancing in Scotland, des frères Tom et Joan Flett, tandis que d'autres n'existent que dans la mémoire de danseurs seniors.
En 2008, le SOBHD recommande un tempo de 112 à 124 bpm pour le Highland Fling. Le tempo a ainsi considérablement ralenti au fil des années, passant de 192 bpm cent ans auparavant à 152 bpm dans les années 1960 puis 134 bpm dans les années 1980[réf. nécessaire].

## Dans la culture populaire
Le Highland Fling est mentionné dans les paroles du tube de 1947 du musicien de jazz dixieland de Harlem , Harry Gibson, « Who Put the Benzedrine in Mrs. Murphy's Ovaltine ? ».
Une danse Highland Fling peut aussi être vue dans le film Nicholas Nickleby de 2002, dansée par Alan Cumming[réf. nécessaire].